# 俄瑞斯忒斯

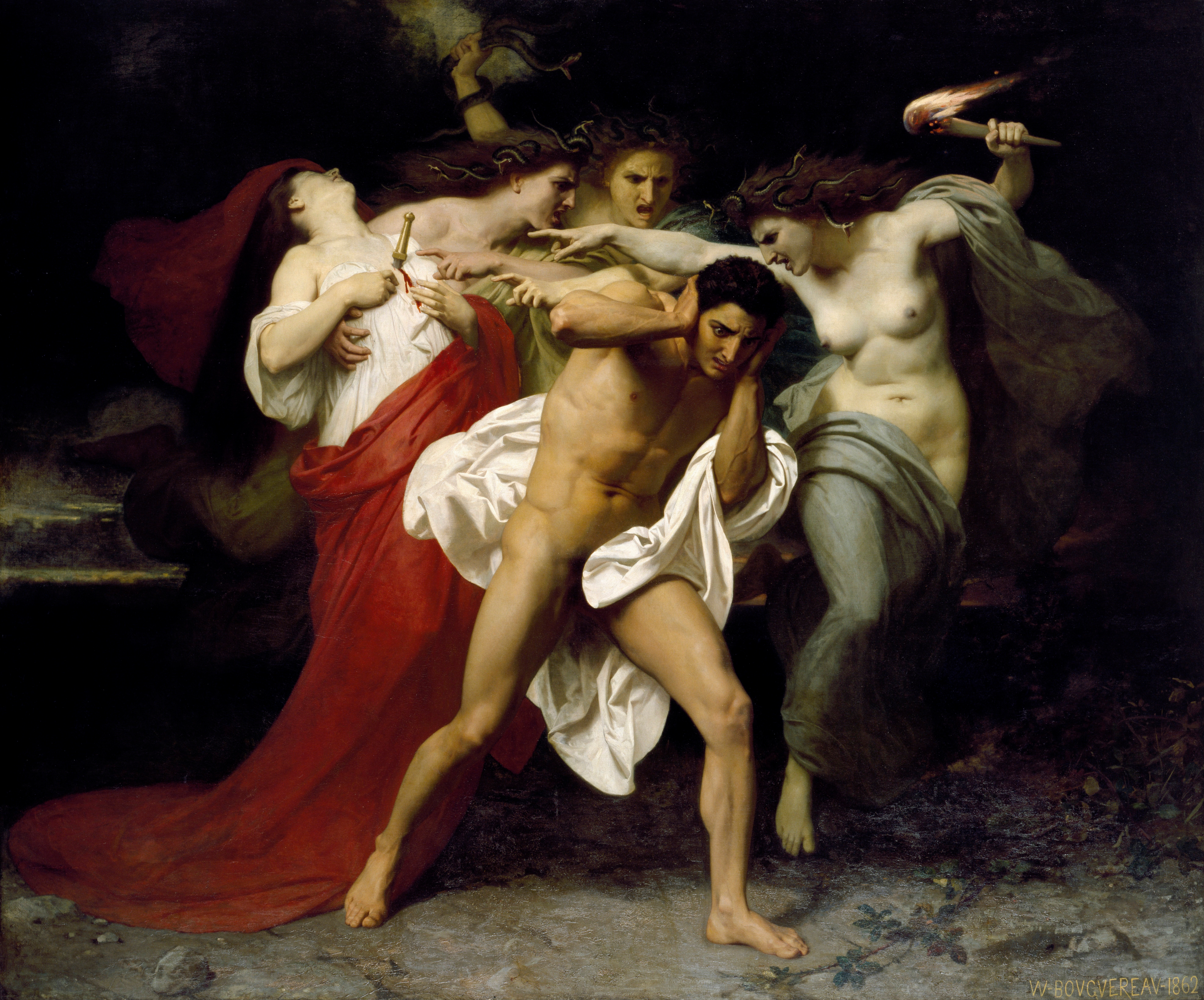
《被复仇女神追逐的俄瑞斯忒斯》，威廉·阿道夫·布格罗绘。

俄瑞斯忒斯希腊神话中阿伽门农之子。阿伽门农被妻子克吕泰涅斯特拉谋杀后，他为父报仇，杀死亲母，因此受到复仇女神惩罚。后为女神雅典娜所赦免，归国继承父位。俄瑞斯忒斯的故事在古代文学艺术中是一个广泛引用的题材，其故事的各个方面多次出现在后世西方戏剧家和作曲家的作品中。
古希腊剧作家埃斯库罗斯写有悲剧《俄瑞斯忒亚》三联剧。

## 简介
阿伽门农为了战争的胜利而杀死女儿伊菲革涅亚向女神阿耳忒弥斯献祭。因而触怒了厄里倪厄斯（杀害血亲是最不能宽恕的罪行），厄里倪厄斯诅咒阿伽门农全家将为此大祸临头。阿伽门农从特洛伊回来后被妻子会同奸夫埃癸斯托斯杀死。俄瑞斯忒斯被姐姐厄勒克特拉救出，在姑丈、福克斯国王斯特罗菲俄斯家中住了7年，同王子皮拉得斯成为挚友。成年后，德尔菲的神谕要求他为父亲复仇。他乔装成陌生人来报告自己的死讯，在杀死了自己的母亲后，受到了复仇女神厄里倪厄斯的追逐。他按照阿波罗的建议向雅典娜求救。雅典娜则把此案交给雅典长老组成的阿瑞俄帕戈斯法庭审理。俄瑞斯忒斯为自己辩护说，他的母亲犯有双重罪行：杀死自己的丈夫和他的父亲。他为父亲报仇是理所当然的。复仇女神控告他说，妻子同丈夫并无血缘关系，而杀害生母才是最严重的罪行。报仇应当只限于母系血亲。阿波罗为俄瑞斯忒斯说话，认为父亲比母亲更为重要。克吕泰墨斯特拉破坏了神圣的婚姻关系，杀死丈夫也就是杀死主人。法庭表决，双方票数相等。雅典娜又投了主张无罪的一票。于是俄瑞斯忒斯胜诉。为了平息复仇女神的怒气，雅典娜让她以欧墨尼得斯（意思是善心的女神）的名字受到崇拜。据另一传说，俄瑞斯忒斯为了辩护自己，必须把阿尔忒弥斯的木制神像从陶里斯取至希腊。结果在那里遇到了姐姐伊菲革尼亚。
墨涅拉俄斯死后，俄瑞斯忒斯做了斯巴达的国王，后在阿卡迪亚被毒蛇咬伤致死。

## 其他
- 19世纪瑞士学者约翰·雅各布·巴霍芬在起著作《母权》一书中，称俄瑞斯忒斯的神话反映了由母权制向父权制的转变。[5]
- 在南极洲维多利亚地有一座以他的名字命名的山峰－俄瑞斯忒斯山。